# 屈雷勒
屈雷勒（法語：Curel，法語發音：[kyʁɛl]）是法国上马恩省的一个市镇，属于圣迪济耶区。

## 地理
屈雷勒（48°29'30"N, 5°8'12"E）面积7.63 平方千米，位于法国大東部大區上马恩省，该省份为法国东北部内陆省份，北起马恩省和默兹省，西接奥布省，西南接科多尔省，东南接上索恩省，东临孚日省。
与屈雷勒接壤的市镇（或旧市镇、城区）包括：奥讷勒瓦勒、小欧蒂尼、沙通吕-索梅尔蒙、舍维永。

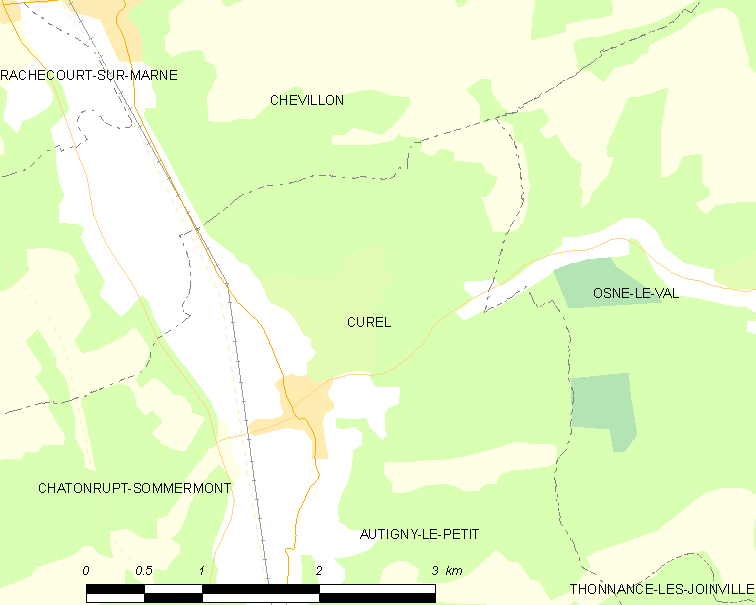
屈雷勒的OSM定位图

屈雷勒的时区为UTC+01:00、UTC+02:00（夏令时）。

## 行政
屈雷勒的邮政编码为52300，INSEE市镇编码为52156。

## 政治
屈雷勒所属的省级选区为厄尔维尔-比安维尔县。

## 人口

1962-2008年间屈雷勒人口变化图示

屈雷勒于2022年1月1日时的人口数量为407人。